# Wozrożdienije (obwód wołogodzki)
Wozrożdienije  (ros. Возрождение) – osiedle w Rosji, w rejonie charowskim obwodu wołogodzkiego. W 2010 r. liczyło 7 mieszkańców.